# Mexikanischer Krallengecko
Der Mexikanische Krallengecko (Coleonyx elegans) auch Gebänderter Yucatan-Gecko genannt, gehört zu der Familie der Lidgeckos (Eublepharidae) aus der Gruppe der Geckoartigen (Gekkota).

## Merkmale
Die Grundfärbung kann von einem dunklen Rot über Grau bis hin zu blassem Gelb variieren. Ergänzt wird die optische Erscheinung durch helle Querstreifen, die an beiden Rändern von dunklen Bändern begrenzt sind, was zu dem  Trivialnamen Gebänderter Yucatan-Gecko geführt hat.
Männliche Mexikanische Krallengeckos erreichen eine Gesamtlänge von 17 bis 19 Zentimetern, Weibchen bleiben in der Regel rund 2 Zentimeter kleiner. Die Kopf-Rumpf-Länge beträgt 8 bis 9 Zentimeter. Der Erstbeschreiber John Edward Gray gab eine Kopf-Rumpf-Länge von 9,7 Zentimetern für das ihm vorliegende Exemplar an.
Ausgewachsen lassen sich Männchen durch einen breiteren Kopf- und Nackenbereich sowie durch deutlich sichtbare Hemipenistaschen und einen kleinen Sporn auf beiden Seiten der Schwanzwurzel gut von den Weibchen unterscheiden.

## Verbreitung und Lebensraum
Der Mexikanische Krallengecko ist in Mexiko in den meisten Bundesstaaten, darunter Yucatán, Campeche, Jalisco, San Luis Potosí, Puebla, Nayarit und Michoacán, verbreitet. In Mittelamerika kommt er in Guatemala, Belize, El Salvador und Berichten zufolge auch in Honduras vor. Er bewohnt Wälder und Waldrandgebiete.

## Lebensweise
Der Mexikanische Krallengecko ist nacht- und dämmerungsaktiv und hält sich die meiste Zeit des Tages am Boden unter Steinen und Laub oder in verrottenden Bäumen versteckt.
Nachts durchstreift der Mexikanische Krallengecko sein Revier auf der Suche nach Nahrung, wobei er sich nicht ausschließlich am Boden bewegt, sondern auch klettern kann.

## Ernährung
Der Mexikanische Krallengecko frisst in der Terrarienhaltung von Heimchen über Heuschrecken bis hin zu Spinnen fast alle Insekten, die er verschlingen kann.

## Gefährdung
Die Art besitzt zwar ein großes Verbreitungsgebiet, das jedoch stark fragmentiert ist. Es werden auch immer wieder Wildfänge für den Tierhandel in Europa und Japan gemacht, obwohl sich die Tiere im Terrarium nachzüchten lassen. Die IUCN stuft den Mexikanischen Krallengecko als nicht gefährdet („least concern“) ein.

## Systematik und Taxonomie
Es werden zwei Unterarten des Mexikanischen Krallengeckos angegeben:
- Coleonyx elegans elegans (Gray, 1845)
- Coleonyx elegans nemorals Klauber, 1945[7]